# Bobby Braumiller
Bobby Braumiller fue un deportista alemán que compitió en bobsleigh en la modalidad cuádruple. Ganó una medalla de plata en el Campeonato Mundial de Bobsleigh de 1938, en la prueba cuádruple.

## Palmarés internacional
| Campeonato Mundial | Campeonato Mundial                | Campeonato Mundial | Campeonato Mundial |
| Año                | Lugar                             | Medalla            | Prueba             |
| ------------------ | --------------------------------- | ------------------ | ------------------ |
| 1938               | Garmisch-Partenkirchen (Alemania) | Medalla de plata   | Cuádruple          |